# Kronologija Domovinskog rata: listopad 1990.

### 1. listopada
- Promet na mjestima oko Knina otežan ili potpuno blokiran, a tzv. Srpsko nacionalno vijeće u Kninu proglasilo autonomju.[1]
- Ratni zločinac Simo Dubajić na Radio-Beogradu priznao suradnju srbijanskih vlasti i pobunjenika u Hrvatskoj.[1]
- Zbog obavijesti da su postavljene mine na pruge oko Knina, stali vlakovi koji prometuju na tim relacijama.[1]

### 2. listopada
- Knin zabarikadiran sa svih strana, preko ovog grada obustavljen i željeznički promet.[1]

### 3. listopada
- Cijelom Bukovicom odjekuju eksplozije, a na ulazu u Stanicu javne sigurnosti u Obrovcu nepoznati banditi pucali u milicionare.[1]

### 4. listopada
- U postajama javne sigurnosti u Petrinji, Dvoru i Glini oteto 25 puškomitraljeza, 75 puška, 157 pištolja i 59.035 komada municije, a vraćen samo jedan puškomitraljez, tri puške i 365 metaka.[1]
- Srpski ekstremisti minirali zadarski vodovod nedaleko od Masleničkog mosta.[1]
- Jedinica vojne policije JNA kojom je zapovjedao major Rajko Meh zauzela navečer oko 23 sata bivše prostore Republičkog štaba Teritorijalne obrane Slovenije, ispred zgrade ujutro brojni građani prosvjedovali protiv intervencije vojske.[1]

### 7. listopada
- Ekipu austrijske televizije zarobili srpski pobunjenici i zatočili ih u Kninu.[1]

### 11. listopada
- Radnici poduzeća Naftagas iz Novog Sada doslovce okupirali benzinske crpke INA-trgovine iz Zagreb u Kninu i Kistanjima.[2]
- Veliki scenaristi nastoje Sloveniju istjerati iz Jugoslavije da bi se lakše proveo velikosrpski koncept i izvršio daljnji pritisak na Hrvatsku. Slovenija i Hrvatska ostaju, međutim, odlučno na stajalištima da je moguć samo njihov konfederalni odnos s drugim republikama - izjavio dr. Tuđman stranim novinarima.[2]
- Na Ličkoj i Unskoj pruzi eksplodirale mine.[2]

### 16. listopada
- Osnovan Škverski bataljun.PSD:   Slobodna Dalmacija. 16. listopada 2019. Pristupljeno 24. listopada 2019.[2]

### 17. listopada
- Vođe kninske pobune onemogućile razgovore predstavnika SDS-a iz srpskih sela Šibenske općine s predstavnicima hrvatskih stranaka u Šibeniku.[2]
- Da je federalistička koncepcija u manjini pokazalo se i na posljednjoj sjednici Skupštine Jugoslavije, jer se iz rezultata glasovanja može zaključiti da čak ni Crna Gora ne podržava u cijelosti tu koncepciju, rekao na konferenciji za strane novinare u Zagrebu dr. Franjo Tuđman.[2]

### 18. listopada
- U Kosovu nedaleko Knina iz vagona, koji je na stanici stajao 12 dana, ukradeno 20 automatskih pušaka zapakirane u vojničkim sanducima.[2]

### 19. listopada
- Nakon sve učestalijih miniranja, minirana i Splitska pruga između eljezničkih stanica Kosovo i Siverić.[2]

### 21. listopada
- Dok potpuna cestovna i željeznička blokada Dalmacije i dalje traje, bez mnogo izgleda da se stanje promjeni, dotle beogradski autoprijevoznik Lasta bez ikakvih problema vozi putnike na relaciji Knin-Beograd.[3]

### 23. listopada
- Prihvaćenim zakonima i mjerama Srbije potpuno zatvorila svoje tržište za proizvode i usluge iz Hrvatske i Slovenije.[3]

### 25. listopada
- Razmatrajući stanje u svezi s kninskom pobunom, Predsjedništvo Republike Hrvatske konstatiralo da strpljiva politika već daje rezultate, najgore je izbjegnuto i stvara se klima u kojoj su pregovori mogući, Hrvatske će tražiti odlučniji stav vlade, uključujući i Armiju posebno u pogledu deblokade prometnica.[3]
- Na barikadama koje su postavili pobunjeni Srbi na prometnicama oko Knina stražare i milicajci koji su na platnom spisku MUP-a Republike Hrvatske.[3]